# RLS (DJ)
 (juin 2012).
Si vous disposez d'ouvrages ou d'articles de référence ou si vous connaissez des sites web de qualité traitant du thème abordé ici, merci de compléter l'article en donnant les références utiles à sa vérifiabilité et en les liant à la section « Notes et références ».
RLS (aussi connu sous ses autres pseudos RightLesS ou René La Science) est un artiste, DJ, producteur et remixeur français.

## Biographie
RLS est à son état civil, Cédric Lorrain, depuis son jeune âge, influencé par les chansons de Stevie Wonder qui passent en boucle dans sa famille. Après un passage au conservatoire et 17 ans de trombone à coulisse, il affectionne le jazz et le classique.
À l'adolescence, RLS découvre la pop anglaise et les productions de Stock Aitken Waterman qui rencontre un grand succès à l'époque avec Kylie Minogue, Dead Or Alive, Donna Summer et Mel & Kim. Ces productions sont reconnaissables par leurs mélodies et leurs gimmicks. RLS s'inspire des recettes de ces producteurs pour ses compositions.
Après son bac obtenu, il commence à aller mixer dans un club près de chez lui et découvre le son de la house américaine et les grands noms de l'époque comme les Masters at Work, Steve Silk Hurley, Maurice Joshua, David Morales et Franckie Knuckles dont le mélange de la dance et d'une certaine mélancolie donne une dimension à la dance music qu'RLS affectionne. Entre ses études de droit et un passage dans un groupe de presse mondial, RLS commence à remixer des artistes de renommée mondiale (The Black Eyed Peas, Jessie J, Shakira, Britney Spears, Pitbull, Chris Brown, Flo Rida, Kelly Rowland, t.A.T.u., Enrique Iglesias, Kylie Minogue, Sophie Ellis-Bextor).
À partir de 2009, il décide de se lancer dans ses propres compositions et productions. C'est ainsi qu'il compose et produit les titres Forever et Soundwaves de la chanteuse Angie Be, qui marquent ses débuts en tant que producteur en France et en Europe. En parallèle, il développe sa  carrière d'artiste, il signe chez Universal Music. En 2009, il sort la chanson Festa puis en 2011 son single Close To Heaven rencontre le succès pour être connu en tant qu'artiste. Le titre bénéficie d'une large diffusion en France, en radio comme en club. Il rentre également dans le classement en Israël. En 2012, il sort All I Denied sous le nom d'artiste RightLesS, et Waiting For The Sun pour lequel il reprendra son nom d'artiste RLS, attendu pour fin juin 2012.
Cela ne l'empêche pas de continuer à remixer des chansons d'artistes. Parmi ses collaborations, on trouve le remix de Everybody Jump de KMC, produit par Red One, ainsi que le remix de Angels de Morandi, qui atteint la 16e place des ventes en France.

## 2013
- RLS Alone- Single (Production)

## 2012
- RLS Feat Rose - Waiting For The Sun / Single (Production)
- RightLesS Feat Joanna - All I Denied / Single (Production)
- Mucho - El Sol De Maria / Single (Production)
- Jessie J - Domino (Remix)
- Chris Brown, Laura Broad - Nobody Can (coproduction et remix)
- Flo Rida, M Iam I - Avalanche Rescue Me From The Dancefloor (coproduction et remix)
- Pitbull, Courtney Argue & Jeremy Greene - I Gonna Make It Rain (coproduction et remix)
- Pitbull, Redd feat Qwote - Bedroom (coproduction et remix)
- Kelly Rowland, Victoria Green Ft Trina - Here We Go Again (coproduction et remix)
- Matt Kukes - Vieni (Remix)
- Amanda Lear - La belle et la bête (Remix)
- Amanda Lear - I Don't Like Disco (Remix)
- Tomer G - Everybody (Remix)

### 2011
- RLS Feat Rose - Close To Heaven / Single (Production)
- Inna - Put Your Hands Up (Remix)
- KMC - Everydoby Jump (Remix)
- Chase & Status - Let You Go (Remix)
- Morandi - Angels & Serenada (Remix)
- Deepcentral - Music Makes Me Free (Remix)
- Daniele Tingino - Like a superstar (Remix)
- Queeny - Je suis comme ça (Remix)
- Soiyna - Kiffe la vie (Remix)
- Sylver - Music (Remix)

### 2010
- Inna - Hot (Remix)
- Julien Perretta - Wonder Why (Remix)
- Angie Be - Forever / Single (Production)
- Sugarfame - You Play The Star (Dam Dam) / Single (Production)
- Ace of Base - All 4 You (Remix)
- Faudel - Bambino (Remix & Reproduction)
- Sheryfa Luna - Tu me manques (Remix & Reproduction)
- Étienne Daho - Les amoureux solitaires (Remix)

### 2009
- RLS Feat Sandra Godoy - Festa / Single (Production)
- Angie Be - Soundwaves / Single (Production)
- Enrique Iglesias Feat Nicole Sherzinger - Heartbeat (Remix)
- Eric Carter - Unification (Remix)
- Desaparecidos - Follow You (Remix)
- Tikay - La Vie En Rose - Pink Is Beautiful / Single (Production)
- Ze Jumpers - Are You Ready? / Single (Production)
- Kika - Dancefloor j'adore (Remix)

### 2008
- Yves Larock - Say Yeah / (Remix)
- Cunnie Williams - I Can't Get Enough / (Remix)
- Laurent Wolf - Seventies (Remix)
- TekTek Feat SECO - Get Away (When I Call Your Name) / Single (Production)
- Kate Ryan - I Surrender / (Remix Main Version)
- Quentin Mosimann - C'est La Ouate / (Remix Main Version)
- Keedz -  Stand on the Word / (Remix)
- Lorie - Un Garçon / (Remix Main Version)
- KLM Feat Coco Star - I Need a Miracle (Remix)

### 2007
- Benny Benassi - Who's Your Daddy (Smasher remix)
- Meck - Thunder In My Heart (Smashers Remix)
- Discoblaster - Fading (Remix)
- DJ Tonic - Gym Tonic (Smashers remix)
- Starlinerz - Why Do Girls Like Bad Boys / Single (Remix - Production / UK)
- Kate Ryan - Voyage Voyage (Remix)
- Ora Mate - Kamaté (Remix)
- Dvina - Total Crazy / Single (Production)
- Shakira - Las de la Intuicion (Remix)
- Carl Kennedy VS Mynk Project - Ride The Storm (Remix)
- Meck - Thunder In My Heart Again (Remix)
- Dax Riders - I Was Made For Loving You (Remix)

### 2005
- M. Pokora - Elle me contrôle (Remix)

### 2003
- Enrique Iglesias - Addicted (Remix)
- The Black Eyed Peas - Where Is The Love (Remix)

### 2002
- t.A.T.u - All The Things She Said (Remix)
- Cunnie Williams - Come Back To Me (Remix)
- Britney Spears - Anticipating (Remix)
- Sophie Ellis-Bextor - Murder On The Dancefloor (Remix)

### 2001
- Kylie Minogue - In Your Eyes (Remix)

### 2000
- Kylie Minogue – Love At First Sight (Remix)

## Sources